# Royal Rumble (2011)
L'édition 2011 du Royal Rumble est la vingt-quatrième édition du Royal Rumble, une manifestation annuelle de catch (lutte professionnelle) télédiffusée et visible uniquement en paiement à la séance. L'événement, produit par la World Wrestling Entertainment (WWE), est le premier pay-per-view de l'année pour la fédération. Il s'est déroulé le 30 janvier 2011 au TD Garden de la ville de Boston, aux États-Unis,,.
Trois matchs, mettant tous en jeu des titres de la fédération, ont été programmés. Chacun d'entre eux est déterminé par des storylines rédigées par les scénaristes de la WWE ; soit par des rivalités survenues avant le pay-per-view, soit par des matchs de qualification en cas de rencontre pour un championnat. L'événement met en vedette les catcheurs des divisions RAW et WWE SmackDown, créées en 2002 lors de la séparation du personnel de la WWE en deux promotions distinctes.

## Contexte
Les spectacles de la World Wrestling Entertainment en paiement à la séance sont constitués de matchs aux résultats prédéterminés par les scénaristes de la WWE. Ces rencontres sont justifiées par des storylines - une rivalité avec un catcheur, la plupart du temps - ou par des qualifications survenues dans les émissions de la WWE telles que Raw, SmackDown et Superstars. Tous les catcheurs possèdent un gimmick, c'est-à-dire qu'ils incarnent un personnage gentil ou méchant, qui évolue au fil des rencontres. Un pay-per-view comme le Royal Rumble est donc un événement tournant pour les différentes storylines en cours.

### The Miz contre Randy Orton
À TLC, The Miz bat Randy Orton dans un Tables match pour conserver le WWE Championship. Un peu plus tôt, le soir même, Johnny Morrison battait King Sheamus dans un Ladder match pour devenir le nouveau challenger no 1 au WWE Championship. Le 3 janvier 2011 à RAW, The Miz bat Morrison dans un Falls Count Anywhere match pour à nouveau conserver son titre. Plus tard, Randy Orton bat King Sheamus et Wade Barrett (qui devait gagner pour rester le leader de The Nexus) dans un Triple Threat Steel Cage match pour être challenger no 1 au titre du Miz. La WWE annonce un match entre les deux au Royal Rumble.

### Edge contre Dolph Ziggler
À TLC, Edge remporte le WWE World Heavyweight Championship (son 10e titre mondial) en battant Kane, Alberto Del Rio et Rey Mysterio dans un Fatal-4-Way TLC match. Le 4 janvier 2011 (diffusé le 7), Edge conserve son titre contre Kane dans un Last Man Standing match. Plus tard, Dolph Ziggler (avec Vickie Guerrero) est battu par Kofi Kingston deux fois de suite et perd son WWE Intercontinental Championship. Ensuite, alors que The Big Show, Drew McIntyre et Dashing Cody Rhodes devaient s'affronter dans un Triple Threat match pour affronter Edge au Royal Rumble, Guerrero ajoute Ziggler qui remporte le match, après notamment une attaque de Wade Barrett sur Big Show. Edge et Ziggler s'affronteront donc au Royal Rumble pour le titre. Le 28 janvier Vickie Guerrero ajoute une stipulation au match : si Edge utilise son spear pendant le combat il sera disqualifié et perdra son titre.

### Natalya contre LayCool
Aux Survivor Series, Natalya bat l'équipe Lay-Cool (composée de Layla et Michelle McCool dans un 2-on-1 Handicap match pour remporter le WWE Divas Championship. À WWE TLC, Natalya ne défend pas son titre car elle fait équipe avec Beth Phoenix dans un Tag Team Tables match face à Lay-Cool, match qu'elle remporte. Le 20 décembre à RAW, Melina bat Eve et Alicia Fox dans un Triple Threat match pour devenir prétendante no 1 au Divas Championship de Natalya. Le 24 janvier, Natalya bat Melina pour conserver son titre mais, après le match, Lay-Cool annonce qu'elles affronteront Natalya au Royal Rumble dans un 2-on-1 Handicap match, comme aux Survivor Series, utilisant leurs clauses de revanche.

### 40-man Royal Rumble match
À partir de 1993, le vainqueur du Royal Rumble gagne un match pour un des titres mondiaux de son choix lors de Wrestlemania, deux mois plus tard. En 2011, la WWE annonce que le Royal Rumble comptera 40 participants (au lieu de 30) et donne 21 participants. Cette liste se complète des membres du Corre, le 21 janvier à la suite des enregistrements de Smackdown!. La veille du PPV, le 29 janvier, la WWE devoile sept nouveaux lutteurs qui participeront à ce match.
Le rouge ██ indique une superstar de WWE Raw, le bleu ██ une superstar de WWE SmackDown et en jaune ██ un invité exceptionnel.
Les catcheurs entraient toutes les 90 secondes (1 min 30 s).

## Matchs
| #                                                                | Match                                                             | Stipulation | Durée   |
| ---------------------------------------------------------------- | ----------------------------------------------------------------- | --- | ------- |
| Dark                                                             | R-Truth bat Curt Hawkins                                          | Match simple | 4:20    |
| 1                                                                | Edge (c) bat Dolph Ziggler,                                       | Match simple pour le Championnat du Monde poids-lourds. Si Edge utilise le Spear sur Ziggler, il perd le titre.          | 20:45   |
| 2                                                                | The Miz (c) bat Randy Orton (grâce à l'intervention de la Nexus)  | Match simple pour le Championnat de la WWE                                                                               | 19:50   |
| 3                                                                | Eve Torres bat Natalya (c), Layla et Michelle McCool              | Fatal Four Way match pour le Championnat des Divas.                                                                      | 5:14    |
| 4                                                                | Alberto Del Rio l'emporte en éliminant en dernier Santino Marella | 40-man Royal Rumble match (Le vainqueur obtient un match de main event pour un championnat mondial à WrestleMania XXVII) | 1:09:49 |
| (c) désigne le(s) champion(s) défendant son titre dans le match. |                                                                   | |         |

## Déroulement
Après un dark match destiné à chauffer le public durant lequel R-Truth (qui participe également au Rumble match plus tard dans la soirée) bat Curt Hawkins, le premier match diffusé de la soirée est un match simple pour le Championnat du Monde poids-lourds entre le champion en titre Edge et le challenger Dolph Ziggler, qui était managé par Vickie Guerrero. À cause d'une règle spéciale établie lors du WWE SmackDown précédent par Guerrero, Edge n'a pas le droit d'utiliser sa prise de finition, le Spear, sous peine d'une perte immédiate du match ainsi que du titre.
Le match est notamment marqué par le Edgecution de Edge qui ne peut obtenir le tombé à cause de Vickie Guerrero qui empêche l'arbitre de compter (sans interférer avec l'un des deux opposants, ne provoquant donc pas de disqualification) ou par le Leg drop bulldog de Ziggler contré en Powerbomb par Edge. Après que Kelly Kelly est intervenue pour attaquer Vickie Guerrero, Ziggler porte sa prise de finition, le Zig Zag, sur Edge mais ne parvient une nouvelle fois pas à obtenir le tombé. Finalement, alors que l'arbitre est évanoui (à la suite d'un coup involontaire d'Edge qui tentait de se dégager d'un Sleeper hold), Edge porte son Spear sur Ziggler, avant d'enchaîner avec une Killswitch (en hommage à son ami dans la vie réelle Christian, absent du show pour cause de blessure) et d'effectuer avec succès le tombé.
Le second match de la soirée est un second match simple : il voit s'opposer le Champion de la WWE The Miz et Randy Orton pour le titre du premier. À la fin du match, sans que l'arbitre ne le voie, Alex Riley (le manager du Miz) et l'équipe The Nexus attaquent Orton. CM Punk porte sur Orton sa prise de finition, le Go To Sleep, et pose The Miz, inconscient après avoir subi la prise de finition d'Orton, le RKO, sur son adversaire à terre, permettant au Miz de faire le tombé et de conserver son titre.
Le troisième match de la soirée devait être un Match handicap à deux contre une pour le Championnat des Divas, entre la championne Natalya et les deux challengeuses Michelle McCool et Layla, qui forment l'équipe LayCool. Cependant, le General Manager anonyme de Raw, par le biais d'un e-mail, annonce que le match ne peut avoir lieu étant donné qu'il ne peut y avoir deux championnes à la fois. Il transforme donc le match en Fatal Four Way match, et établit Eve en tant que quatrième participante.
Au terme du match (notamment marqué par une tentative de double Sharpshooter de Natalya sur Layla et Eve), Eve effectue un Moonsault suivi d'un tombé sur Layla tandis que McCool effectue un Petit paquet sur Natalya. Bien que toutes les deux aient effectué le tombé au même moment et durant le temps nécessaire, l'arbitre ne voit que le tombé de Eve (McCool et Natalya étant placées dans son dos) et la déclare gagnante, lui permettant de remporter le titre.

### Entrées et éliminations du Royal Rumble match

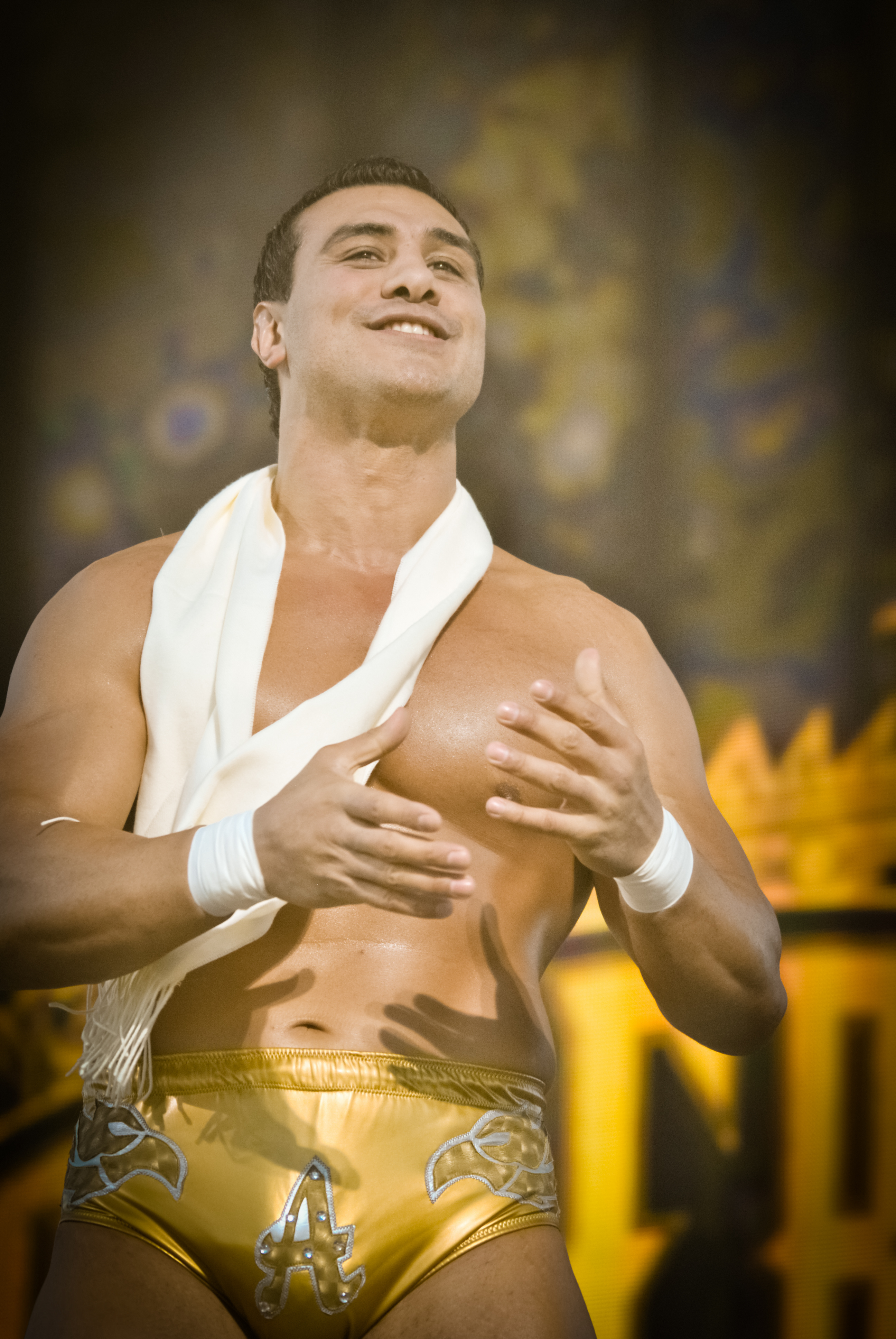
Alberto Del Rio, vainqueur du plus grand Royal Rumble Match.

Le rouge ██ indique un participant de Raw, le bleu ██ un participant de SmackDown et le vert ██ un invité exceptionnel.
| Ordre d’entrée | Entrant              | Ordre d’élimination | Éliminé par                          | Temps |
| -------------- | -------------------- | ------------------- | ------------------------------------ | ----- |
| 1              | CM Punk              | 21                  | John Cena                            | 35:21 |
| 2              | Daniel Bryan         | 8                   | CM Punk                              | 20:55 |
| 3              | Justin Gabriel       | 1                   | Daniel Bryan                         | 00:58 |
| 4              | Zack Ryder           | 2                   | Daniel Bryan                         | 00:43 |
| 5              | William Regal        | 3                   | Ted DiBiase                          | 04:10 |
| 6              | Ted DiBiase Jr.      | 7                   | Husky Harris et Michael McGillicutty | 12:16 |
| 7              | Johnny Morrison      | 10                  | Nexus                                | 13:24 |
| 8              | Yoshi Tatsu          | 5                   | Mark Henry                           | 05:35 |
| 9              | Husky Harris         | 15                  | The Great Khali                      | 15:48 |
| 10             | Chavo Guerrero       | 4                   | Mark Henry                           | 02:01 |
| 11             | Mark Henry           | 11                  | Nexus                                | 07:04 |
| 12             | JTG                  | 6                   | Michael McGillicutty                 | 01:48 |
| 13             | Michael McGillicutty | 20                  | John Cena                            | 15:07 |
| 14             | Chris Masters        | 9                   | CM Punk                              | 01:58 |
| 15             | David Otunga         | 19                  | John Cena                            | 11:56 |
| 16             | Tyler Reks           | 12                  | CM Punk                              | 00:34 |
| 17             | Vladimir Kozlov      | 13                  | CM Punk                              | 00:40 |
| 18             | R-Truth              | 14                  | CM Punk                              | 01:02 |
| 19             | The Great Khali      | 16                  | Mason Ryan                           | 01:17 |
| 20             | Mason Ryan           | 18                  | John Cena                            | 04:32 |
| 21             | Booker T             | 17                  | Mason Ryan                           | 01:08 |
| 22             | John Cena            | 36                  | The Miz                              | 34:17 |
| 23             | Hornswoggle          | 24                  | Sheamus                              | 09:39 |
| 24             | Tyson Kidd           | 22                  | John Cena                            | 00:53 |
| 25             | Heath Slater         | 23                  | John Cena                            | 00:57 |
| 26             | Kofi Kingston        | 31                  | Randy Orton                          | 26:04 |
| 27             | Jack Swagger         | 25                  | Rey Mysterio                         | 04:41 |
| 28             | Sheamus              | 32                  | Randy Orton                          | 20:49 |
| 29             | Rey Mysterio         | 35                  | Wade Barrett                         | 22:34 |
| 30             | Wade Barrett         | 37                  | Randy Orton                          | 21:23 |
| 31             | Dolph Ziggler        | 27                  | The Big Show                         | 07:12 |
| 32             | Diesel               | 26                  | Wade Barrett                         | 02:45 |
| 33             | Drew McIntyre        | 29                  | The Big Show                         | 04:46 |
| 34             | Alex Riley           | 28                  | John Cena et Kofi Kingston           | 02:50 |
| 35             | The Big Show         | 30                  | Ezekiel Jackson                      | 01:30 |
| 36             | Ezekiel Jackson      | 33                  | Kane                                 | 07:14 |
| 37             | Santino Marella      | 39                  | Alberto Del Rio                      | 12:54 |
| 38             | Alberto Del Rio      | -                   | Gagnant                              | 09:33 |
| 39             | Randy Orton          | 38                  | Alberto Del Rio                      | 08:18 |
| 40             | Kane                 | 34                  | Rey Mysterio                         | 01:36 |